# Extraction
Extraction (conocida como Misión de rescate en Hispanoamérica y Tyler Rake en España) es una película estadounidense de acción de 2020 dirigida por Sam Hargrave y escrita por Joe Russo, basada en la novela gráfica Ciudad, de Ande Parks, Fernando León González, Eric Skillman y Anthony y Joe Russo, publicada en 2009. Protagonizada por Chris Hemsworth, Rudhraksh Jaiswal, Randeep Hooda, Golshifteh Farahani, Pankaj Tripathi, Priyanshu Painyuli y David Harbour, sigue la historia de un mercenario de operaciones encubiertas que debe rescatar al hijo secuestrado de un capo de la India en Daca, capital de Bangladés.
Fue estrenada a nivel mundial el 24 de abril de 2020 en la plataforma de Netflix. Recibió reseñas mixtas de parte de la crítica, quienes alabaron las actuaciones de Hemsworth y Hooda, pero criticaron el guion y la excesiva violencia.

## Trama
Después de un día en la escuela, Ovi Mahajan, hijo de un narcotraficante indio encarcelado, se escapa de su casa para visitar un club, donde es secuestrado por agentes de policía que trabajan para el narcotraficante rival Amir Asif. Saju Rav, un ex operador de Para (SF) y protector de Ovi, visita al padre de Ovi en prisión. No dispuesto a pagar el rescate, ya que dañará el prestigio del padre de Ovi, Ovi Mahajan Sr. ordena a Saju que recupere a su hijo, amenazando a la propia familia de Saju.
Tyler Rake (Chris Hemsworth), un mercenario del mercado negro y ex operador de SASR, es reclutado por su compañero mercenario Nik Khan (Golshifteh Farahani) para rescatar a Ovi de Daca, Bangladés. El equipo de Rake y Khan se prepara para extraer a Ovi, con los hombres de su padre listos para pagarles una vez que Ovi se recupere. Rake rescata a Ovi, mata a sus captores y lo lleva al punto de extracción, pero los hombres de su padre no logran transferir los fondos intencionalmente. En cambio, Saju mata a los compañeros de equipo de Rake para traer de vuelta a Ovi y evitar cualquier pago al grupo mercenario. Al enterarse de la fuga de Ovi, Asif ordena un cierre inmediato de Daca, asegurando todos los puentes fuera de la ciudad.
Khan hace arreglos para que un helicóptero saque a Rake fuera de la ciudad y le dice que abandone a Ovi ya que no les pagarán por el contrato de extracción de Ovi. Él se niega, atormentado por los recuerdos de su propio hijo, que murió a una edad temprana de linfoma cuando se fue. Después de escapar de Saju y la policía corrupta y las unidades tácticas, Rake lucha contra una pandilla de chicos liderada por Farhad, un joven criminal decidido a impresionar a Asif. Rake llama a su amigo Gaspar, un compañero de escuadrón retirado que vive en Daca, y él y Ovi permanecen ocultos en la casa de Gaspar. Gaspar revela que Asif ha otorgado una recompensa de $ 10 millones a Ovi, que ofrece compartir si Rake le permite matar a Ovi. Rake se niega y pelea con Gaspar, quien gana la partida, pero Ovi le dispara fatalmente.
Rake llama a Saju y le pide ayuda, lo que los obliga a unirse para escapar de Daca. Rake desvía la atención de Saju y Ovi disfrazados mientras los dos se abren paso a través de un puesto de control del puente, luego los sigue para cubrir su escape. Khan y sus mercenarios restantes se acercan desde el lado opuesto del puente, mientras Asif observa desde lejos con binoculares. En el tiroteo que siguió, Saju es atacado por el coronel de Asif, Rashid, quien a su vez es atacado por Khan. Herido, Rake le dice a Ovi que corra hacia el helicóptero que espera a Khan. Mientras Rake lo sigue, Farhad le dispara en el cuello y, al ver que Ovi está a salvo, cae al río. Ovi, Khan y el equipo de extracción escapan a Mumbai.
Ocho meses después, Khan mata a Asif en el baño de hombres. Ovi salta a la piscina de su escuela y sale a la superficie para ver a un hombre mirándolo. Está desenfocado, pero parece ser similar a Tyler Rake.

## Reparto
- Chris Hemsworth como Tyler Rake.
- Rudhraksh Jaiswal como Ovi Mahajan Jr.
- Randeep Hooda como Saju.
- Golshifteh Farahani como Nik Khan.
- Pankaj Tripathi como Ovi Mahajan Sr.
- Priyanshu Painyuli como Amir Asif.
- David Harbour como Gaspar.
- Adam Bessa como Yaz Khan.
- Sam Hargrave como Gaetan.
- Neha Mahajan como Neysa.

## Producción
El 31 de agosto de 2018, se anunció que Sam Hargrave dirigiría Daca con un guion de Joe Russo. [3] Además, Chris Hemsworth iba a protagonizar la película. [3] En noviembre de 2018, se estableció el resto del elenco. [4] [5]
La producción comenzó en Ahmedabad y Mumbai en noviembre de 2018. [5] A continuación, el rodaje se llevó a cabo en Ban Pong, Ratchaburi, Tailandia y las fotografías en placa en Daca, Bangladés. [6]
El elenco se quedó en Nakhon Pathom. [5] La producción principal terminó en marzo de 2019. [7] [8] El título provisional de la película era inicialmente Daca, pero se cambió a Out of the Fire, [9] antes de que se revelara que el título final era Extraction el 19 de febrero de 2020.
Henry Jackman y Alex Belcher compusieron la banda sonora de la película, quienes trabajaron juntos en 21 Bridges mientras los hermanos Russo producían la película. BMG ha lanzado la banda sonora.

## Recepción

### Audiencia
Extracción fue el artículo con más reproducciones en su fin de semana de debut, luego cayó al sexto lugar (pero tercero entre las películas) en su segunda semana. [10] [11] Netflix estimó que la película sería vista por alrededor de 90 millones de hogares durante su primer mes de estreno, el estreno más grande en la historia del servicio. [12] [13] La película volvió al top 10 del sitio durante el fin de semana del 4 de julio. [14] En julio de 2020, Netflix reveló que, de hecho, 99 millones de hogares habían visto la película en sus primeras cuatro semanas de estreno, la mayor cantidad posible para una de sus películas originales. [15]

### Recepción
En Rotten Tomatoes, la película tiene un índice de aprobación del 67% según 205 reseñas, con una calificación promedio de 6.14 / 10. El consenso de los críticos del sitio dice: "El espectacular trabajo de acrobacias y una actuación eléctrica de Chris Hemsworth no pueden salvar a Extraction de ser arrastrada por su violencia sin rumbo". [16] En Metacritic, la película tiene una puntuación media ponderada de 56 sobre 100. , sobre la base de 35 críticas, que indica "opiniones mixtas o medias". [17]
Rohan Naahar del Hindustan Times elogió las actuaciones de Hemsworth y Hooda, y escribió: "Presentando una de las escenas de acción más impresionantes en la memoria reciente ... [la película] es vertiginosa y loca". [18] Leah Greenblatt de Entertainment Weekly dio la película obtuvo una "B" y escribió que "en su mayoría cumple lo que promete su fanfarrón tráiler: escenario internacional; villanos insidiosos; un australiano taciturno y de tronco de árbol". [19]
Al escribir para Rolling Stone, Peter Travers le dio a la película 2 de 5 estrellas y dijo: "Con el objetivo de la poesía de lucha de la franquicia de John Wick, Extraction se acerca a una serie de acrobacias encadenadas para parecer un videojuego ultraviolento (piense en Manhunt 2) en el que los avatares son interpretados por humanos reales ". [20]
Varios medios criticaron la extracción por tener elementos de "salvador blanco". [21] [22] Variety llamó a la película "una versión salvadora blanca de Man on Fire", [21] mientras que Screen Rant dijo que los "elementos regresivos salvadores blancos" de la película la arrastran hacia abajo. [22] En una revisión general positiva, Scott Mendelson de Forbes escribió: "Mire, dejemos esto fuera del camino. Sí, el director Sam Hargrave y el escritor Joe Russo's Extraction ... es una película de salvadores blancos 'problemática', pero también sólida acción-aventura ". [23]
El Daily Star expresó su preocupación por la representación de Daca, calificando la representación de "sombría e inexacta, pero Dhaka no obstante". [24] [25] BBC Bangla también notó muchas quejas en línea sobre la representación de Daca y Bangladés en la película. [26] [27]

### Secuela
En mayo de 2020, se informó que Joe Russo había sido contratado para escribir una secuela de la película, con la intención de que Sam Hargrave y Chris Hemsworth regresaran.

## Premios y nominaciones
| Año  | Premiación                      | Categoría                               | Nominado(s)     | Resultado | Ref.          |
| ---- | ------------------------------- | --------------------------------------- | --------------- | --------- | ------------- |
| 2020 | People's Choice Awards          | La Película del 2020                    | Extraction      | Nominado  | [ 5 ] [ 6 ]   |
| 2020 | People's Choice Awards          | La Película de Acción del 2020          | Extraction      | Nominado  | [ 5 ] [ 6 ]   |
| 2020 | People's Choice Awards          | La Estrella Masculina de Cine del 2020  | Chris Hemsworth | Nominado  | [ 5 ] [ 6 ]   |
| 2020 | People's Choice Awards          | La Estrella de Cine de Acción del 2020  | Chris Hemsworth | Ganador   | [ 5 ] [ 6 ]   |
| 2021 | Austin Film Critics Association | Mejores Dobles                          | Extraction      | Nominado  | [ 7 ]         |
| 2021 | Critics' Choice Super Awards    | Mejor Película de Acción                | Extraction      | Nominado  | [ 8 ] [ 9 ]   |
| 2021 | Critics' Choice Super Awards    | Mejor Actor en Película de Acción       | Chris Hemsworth | Nominado  | [ 8 ] [ 9 ]   |
| 2021 | Hollywood Critics Association   | Mejor Película de Acción                | Extraction      | Nominado  | [ 10 ] [ 11 ] |
| 2021 | Hollywood Critics Association   | Mejores Dobles                          | Extraction      | Nominado  | [ 10 ] [ 11 ] |
| 2021 | Saturn Awards                   | Mejor Película de Servicio de Streaming | Extraction      | Nominado  | [ 12 ]        |
| 2021 | Seattle Film Critics Society    | Mejor Coreografía de Acción             | Extraction      | Nominado  | [ 13 ]        |
| 2021 | Visual Effects Society          | Mejores Efectos Visuales de Apoyo       | Extraction      | Nominado  | [ 14 ]        |